# Сан-Луис-де-ла-Пас (муниципалитет)
Сан-Луис-де-ла-Пас (исп. San Luis de la Paz) — муниципалитет в Мексике, штат Гуанахуато, с административным центром в одноимённом городе. Численность населения, по данным переписи 2010 года, составила 115 656 человек.

## Общие сведения
Название San Luis de la Paz было дано в честь Николаса де Сан Луиса Монтаньеса и мира (paz), который он заключил.
Площадь муниципалитета равна 2031 км², что составляет 6,64 % от общей площади штата. Он граничит с другими муниципалитетами штата Гуанахуато: на востоке с Викторией, на юго-востоке с Доктор-Мора, на юге с Сан-Хосе-Итурбиде и Сан-Мигель-де-Альенде, на западе с Долорес-Идальго и Сан-Диего-де-ла-Унионом, а также на севере граничит с другим штатом Мексики — Сан-Луис-Потоси.

## Учреждение и состав
Муниципалитет был образован в 1824 году, в его состав входит 453 населённых пункта, самые крупные из которых:
| Код INEGI | Населённый пункт                                                                                    | Численность населения (2005 год) | Численность населения (2010 год) |
| --------- | --------------------------------------------------------------------------------------------------- | -------------------------------- | -------------------------------- |
| 033       | Всего                                                                                               | 101370                           | 115656                           |
| 0001      | Сан-Луис-де-ла-Пас (исп. San Luis de la Paz) (административный центр)                               | 45998                            | 49914                            |
| 0110      | Мисьон-де-Чичимекас (исп. Misión de Chichimecas) 21°17′26″ с. ш. 100°29′19″ з. д.                   | 4262                             | 6716                             |
| 0149      | Минераль-де-Посос (исп. San Pedro de los Pozos (Mineral de Pozos)) 21°13′19″ с. ш. 100°29′44″ з. д. | 2105                             | 2629                             |
| 0428      | Санта-Ана-и-Лобос (исп. Ejido Santa Ana y Lobos) 21°07′37″ с. ш. 100°37′08″ з. д.                   | 1452                             | 1801                             |
| 0573      | Лос-Долорес (исп. Los Dolores) 21°19′04″ с. ш. 100°33′57″ з. д.                                     | 1700                             | 1778                             |
| 0029      | Ла-Сьенега (исп. La Ciénega) 21°18′04″ с. ш. 100°28′50″ з. д.                                       | 1516                             | 1673                             |
| 0203      | Сан-Николас-дель-Кармен (исп. San Nicolás del Carmen) 21°15′57″ с. ш. 100°33′01″ з. д.              | 1205                             | 1554                             |

## Экономика
По статистическим данным 2000 года, работоспособное население занято по секторам экономики в следующих пропорциях: сельское хозяйство, скотоводство и рыбная ловля — 21 %, промышленность и строительство — 27,4 %, сфера обслуживания и туризма — 48,5 %, прочее — 3,1 %.

## Инфраструктура
По статистическим данным 2010 года, инфраструктура развита следующим образом:
- электрификация: 95,8 %;
- водоснабжение: 92,6 %;
- водоотведение: 79,6 %.

## Фотографии

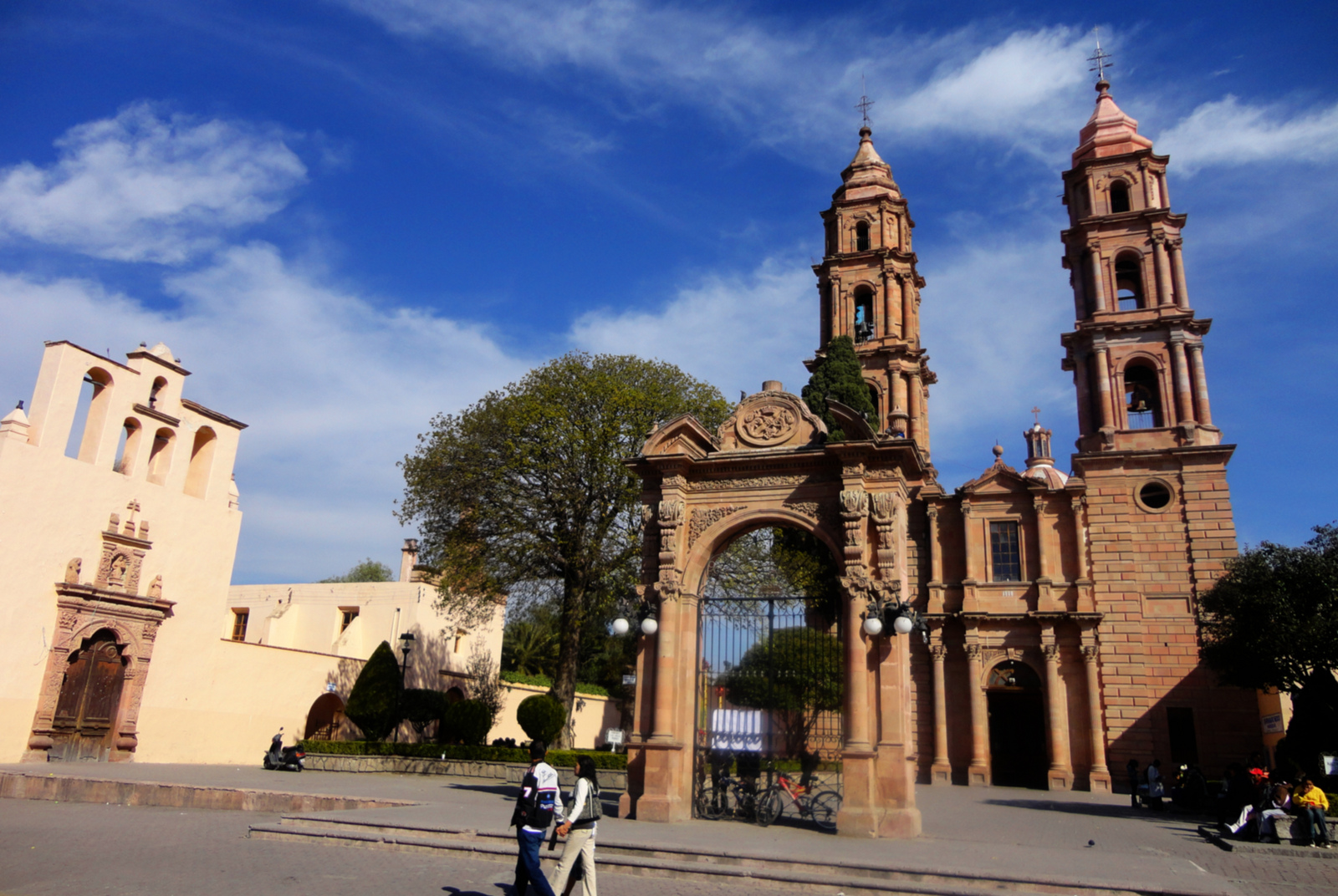
Церковь Сан Луис Рей в Сан-Луис-де-ла-Пасе
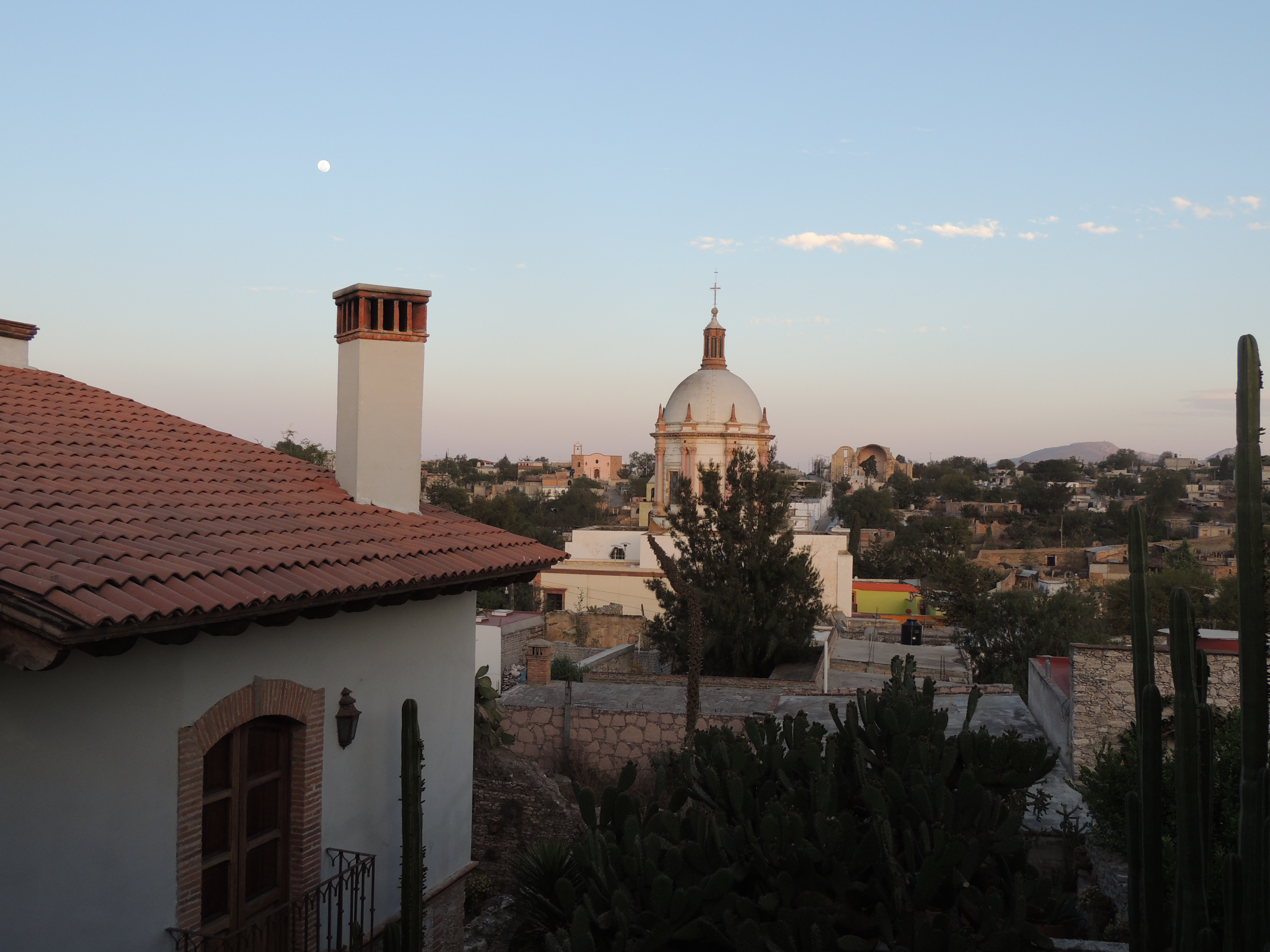
Церковь Сан Педро в Минераль-де-Пососе
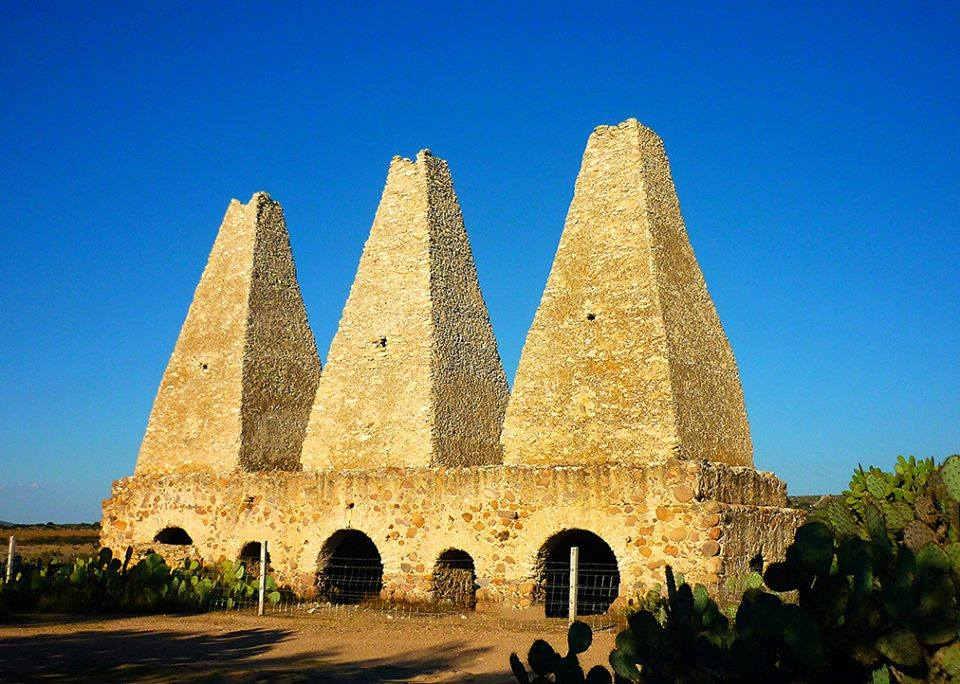
Одно из чудес Гуанахуато в Минераль-де-Пососе